# 9号美国国道
9号美国国道（英語：U.S. Route 9）是穿越特拉华州、紐泽西州和纽约州一条南北方向的美国国道。全长522.73英里。